# Экман, Эллен
Эллен Экман (швед. Ellen Ekman, 20 февраля 1986, Стокгольм) — шведская художница комиксов, создательница серии комиксов «Маленький Берлин» (швед. Lilla Berlin), удостоенной премии Стура Пондусприсет (швед. Stora Ponduspriset) и премии Адамсона.

## Биография
Эллен Экман родилась в 1986 году в стокгольмском районе Сведмюра. Выросла в Стокгольме, где посещала подготовительные художественные школы и начала изучать искусствоведение. В 2011 году бросила учебу и переехала в Мальмё, чтобы поступить в Школу комикса.

## Маленький Берлин
В 2011 году комикс Эллен Экман «Маленький Берлин» (швед. Lilla Berlin) был опубликован газетой «Сюдсвенска Дагбладет» (швед. Sydsvenska Dagbladet) в качестве награды, которую газета ежегодно присуждает трём ученикам Школы комикса. В то время комикс выходил под названием «Мельница Делюкс» (швед. Möllan Deluxe). В 2013 году серия начала выходить как ежедневный комикс в газете «Метро» (швед. Metro), а также публиковаться в журнале «Роки» (швед. Rocky Magasin). В январе 2014 года издательством «Колик» (швед. Kolik förlag) был выпущен первый сборник комиксов.
Серия представляет собой юмористическое изображение хипстерской культуры больших городов и рассказывает о группе жителей мегаполиса, их образе жизни и занятиях. Изначально вдохновлённый жизнью именно в Мальмё, «Маленький Берлин» позже стал «мешаниной разных больших шведских городов». Несмотря на то, что источником вдохновения была жизнь самой Эллен Экман и её ровесников, комикс нельзя назвать автобиографическим. По словам художницы, у неё изменился взгляд на Стокгольм после того, как она уехала оттуда. За серию «Маленький Берлин» Экман получила премию газеты Пондус (швед. Stora Ponduspriset, 2013) и премию Адамсона (2016).

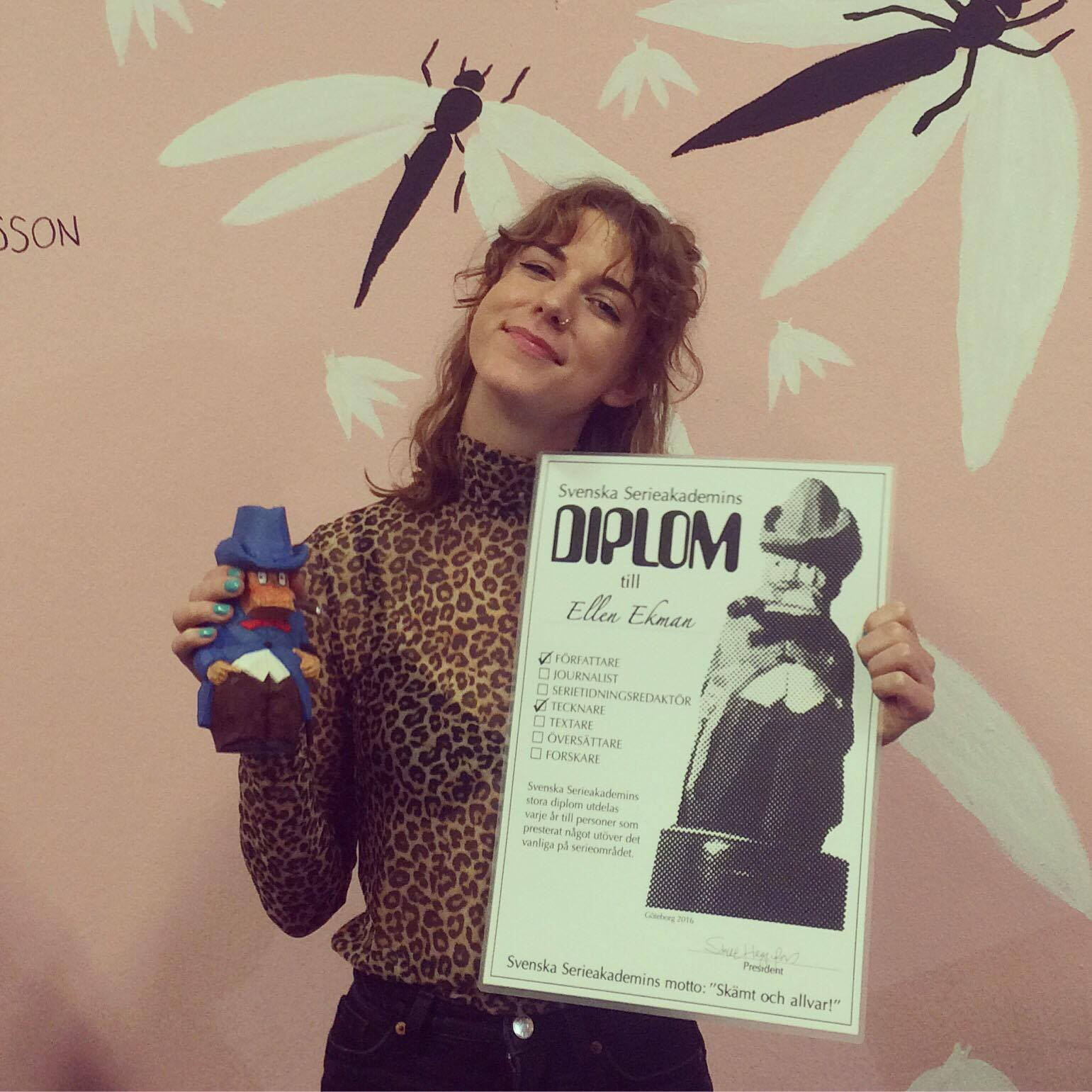
Эллен Экман на церемонии награждения премией Адамсона (2016)

## Стиль и приёмы
Экман говорит, что вдохновляется работами художниц феминистских комиксов, таких как Лив Стрёмквист, Нанна Йохансон и Сара Ханссон. Так как Экман работает в формате стрипов, она вдохновлялась также комиксами Мартина Келлермана и Лины Нидстам, работающих в схожей манере.

### Серия «Маленький Берлин»
- Lilla Berlin: So last year (швед.). — Hägersten: Kolik, 2014. — ISBN 9789186509293.
- Lilla Berlin. Del 2: Mina vänner (швед.). — Hägersten: Kolik, 2014. — ISBN 9789186509477.
- Ellen Ekmans Lilla Berlin. 3 : leva life (швед.). — Hägersten: Kolik, 2015. — ISBN 9789186509507.
- Ellen Ekmans Lilla Berlin. 4 : Cute overload (швед.). — Hägersten: Kolik, 2016. — ISBN 9789186509552.
- Ellen Ekmans Lilla Berlin 5: Netflix och chill (швед.). — Hägersten: Kolik, 2016. — ISBN 9789186509583.

### Совместно с Гудрун Шиман

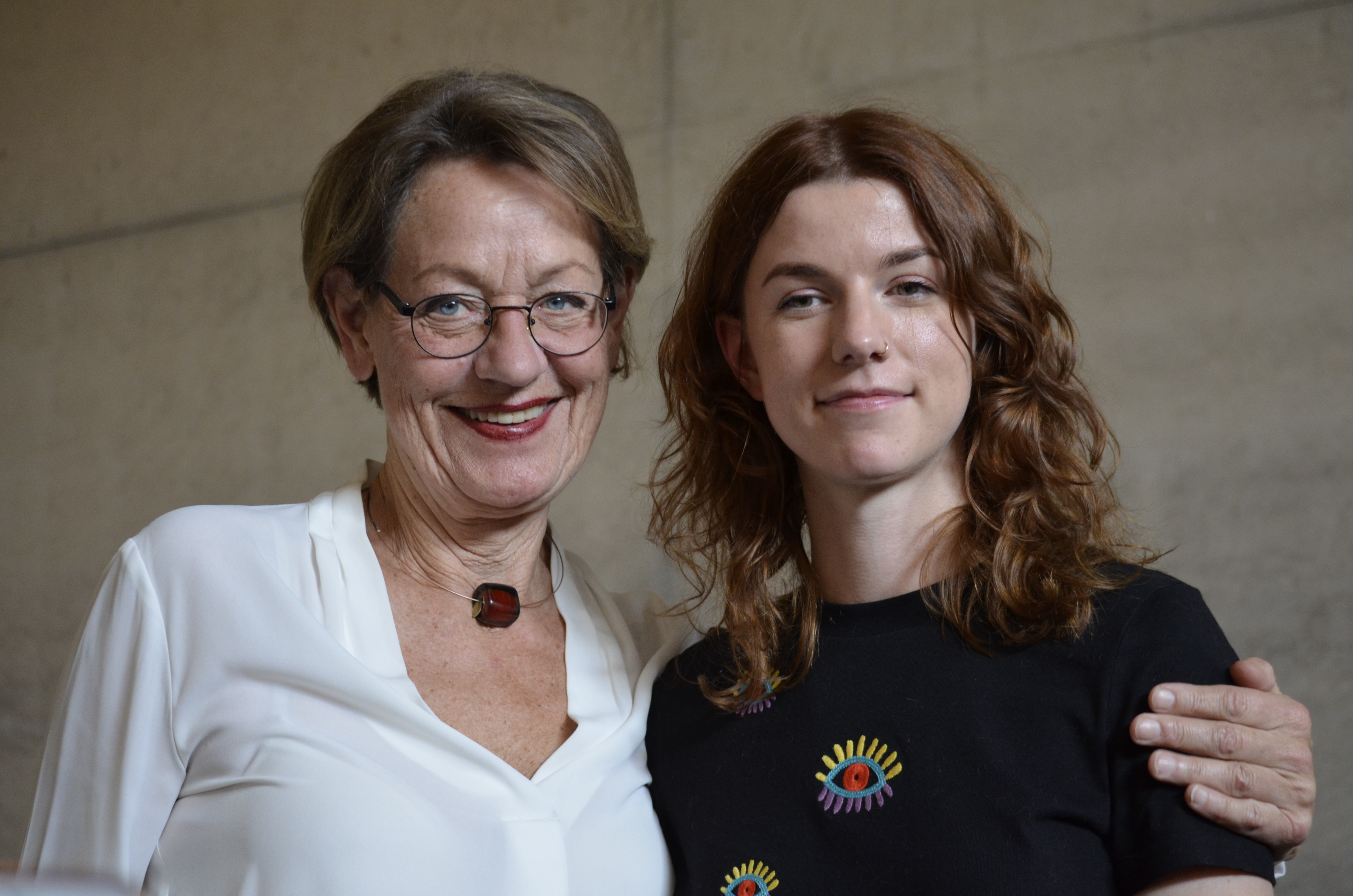
Гудрун Шиман и Эллен Экман, Гётеборг, (сентябрь 2017)

Гудрун Шиман, лидер шведского феминизма, с 2014 года организовывала домашние встречи для обсуждения феминистской тематики. В 2017 году Г. Шиман и Э. Экман опубликовали об этом книгу «Домашние встречи с Гудрун».
- Schyman, G., Ekman, E. Homeparty med Gudrun (швед.). — Stockholm: Leopard förlag, 2017. — ISBN 9789173437424.

### Детские книги, совместно с Элин Йоханссон
- Veckan före barnbidraget  av Elin Johansson, Ellen Ekman (Bok) (швед.). — Rabén & Sjögren, 2016. — ISBN 9789129699289.
- Hemma hela sommaren av Elin Johansson, Ellen Ekman (Bok) (швед.). — Rabén & Sjögren, 2018. — ISBN 9789129708493.

### Другие детские книги
- Idde och Hajen av Ellen Ekman (Bok) (швед.). — Stockholm: Rabén & Sjögren, 2019. — ISBN 9789129719390..